# Psilosoma audouinii
Psilosoma audouinii är en tvåvingeart som först beskrevs av Zetterstedt 1835.  Psilosoma audouinii ingår i släktet Psilosoma, och familjen rotflugor. Arten är reproducerande i Sverige.